# Ingooi (bridge)
Een ingooi is bij bridge een speelwijze waarbij een tegenstander aan slag wordt gebracht op een moment dat hij of zij alleen maar ongunstige keuzes heeft om de volgende slag te spelen, en op die manier gedwongen wordt een slag (of in zeldzame gevallen zelfs meerdere slagen) op te geven die bij een andere speelwijze wel gemaakt zouden zijn.
Een voorbeeld (diagram rechts): Zuid is leider in een schoppencontract, en de dummy (noord) is aan slag. Zuid moet nog 3 van de overige 4 slagen maken. Er dreigen echter nog twee verliezers: ♣A en de (verliezende) ruitensnit. Toch kan zuid nog drie slagen maken: Als hij klaveren speelt, moet west de slag nemen. West zit daarna ingegooid. Als west ruiten speelt, is dat naar de AV-vork toe, en maakt zuid nog 2 ruitenslagen en een troefslag. Als hij harten speelt is dit in de dubbele renonce: zuid kan in één hand troeven, in de andere een kleine ruiten weggooien, en maakt nog 2 troefslagen en ♦A.
Weet de leider in dit stadium van het spel nog niet hoe de kaarten verdeeld zijn, dan zal hij moeten raden. In het getoonde geval heeft een snit 50% kans, namelijk als ♦H bij oost zit. De ingooi heeft 75% kans, mislukt namelijk alleen als ♣A bij oost zit en ♦H bij west. In dat geval komt oost namelijk aan slag met ♣A, waarna de ruitensnit mislukt.
Om een ingooi te laten slagen, is het vaak nodig eerst een eliminatie toe te passen: een kleur wordt net zo lang uitgespeeld totdat de speler zelf of de in te gooien tegenstander er geen meer heeft. Als bijvoorbeeld in bovenstaand voorbeeld zuid of noord nog ♥A zou hebben, zou die eerst gespeeld moeten worden, omdat anders harten een veilige 'exit' voor west zou zijn. 